# 百歳バンザイ!
『百歳バンザイ!』（ひゃくさいバンザイ!）は、NHKが2002年4月6日から2011年4月2日まで総合テレビ・教育テレビ・BS2と海外向けNHKワールドで放送していた10分間のドキュメンタリー番組である。毎回、100歳になる長寿の高齢者を紹介した。制作は全国の放送局が行い、広島局が統括担当となっていた。

## 概要
もともとは日曜午後に放送されていた巡回型公開バラエティ番組『ふるさと愉快亭 小朝が参りました』、『欽ちゃんとみんなでしゃべって笑って』（「百歳バンザイ!」のコーナーは1995年7月-2002年3月）の1コーナーとして放送されていた。その当時は100歳前後の高齢者に収録会場に来てもらう方式がとられていた。また、不定期に渋谷の放送センターで収録された総集編も放送されていた。
しかし、体調を考慮すると会場までの移動がままならないというケースも少なくなかった。そこで、両番組の終了を機に独立したのがこの番組。番組のスタイルも、NHKの取材スタッフが高齢者の許へ出向いて、その高齢者の日常生活を取材するという形式に変更された。
番組のタイトルにもあるとおり、取材対象者が高齢であり、放送後に死去するという事も少なくない。中には、番組で取り上げられた事がきっかけで、その死が『NHKニュース』で伝えられ、この番組が映像として使われたケースもあった。

## 語り
- 永井一郎 - 番組開始から終了まで担当

## テーマ曲
- PUFFY「これが私の生きる道」

## 著名人の出演者
- 柳生亮三
- 曻地三郎
- 嘉納愛子
- 宮崎秀吉

## 放送時間
総合テレビ
- 土曜 13:50〜14:00（本放送、東海3県では2008年4月から2010年3月までの2年間、この時間帯は『サタ★テン』を放送するため休止。NHK名古屋・岐阜・津の各局が制作の場合、NHK本部送出の先行ネットで放送）
- 翌週水曜 11:20〜11:30（一部地域を除く）
- 翌々週日曜 4:20〜4:30（一部地域を除く）

教育テレビ
- 木曜 14:45〜14:55

BS2
- 日曜 6:10〜6:20

## スペシャル・人生はチャレンジだ!
- 放送日時：2008年9月15日（敬老の日） 8:35〜10:00
- 放送系統：総合テレビ、NHKワールド・プレミアム
- ゲスト：大沢啓二、假屋崎省吾、千葉真子
- 進行：えなりかずき、井上あさひ（NHKアナウンサー）
- 内容：それまでに登場した出演者の中から、健康上移動に問題が無く、且つ放送後も新たなことに挑み続ける100歳以上の5+1名が出演。その新たな挑戦と、若い世代へのメッセージを紹介した。広島局制作ということで井上が進行役に起用されたが、渋谷の放送センターで収録。なお、スタジオに登場したのは5名で、曻地三郎はテレビ電話中継での参加となったが、実は「新たな挑戦」の一環として取り組んでいる世界講演旅行の旅先であるベルリンからの中継であった。